# Список 25 лидеров женской НБА по передачам за всю историю лиги

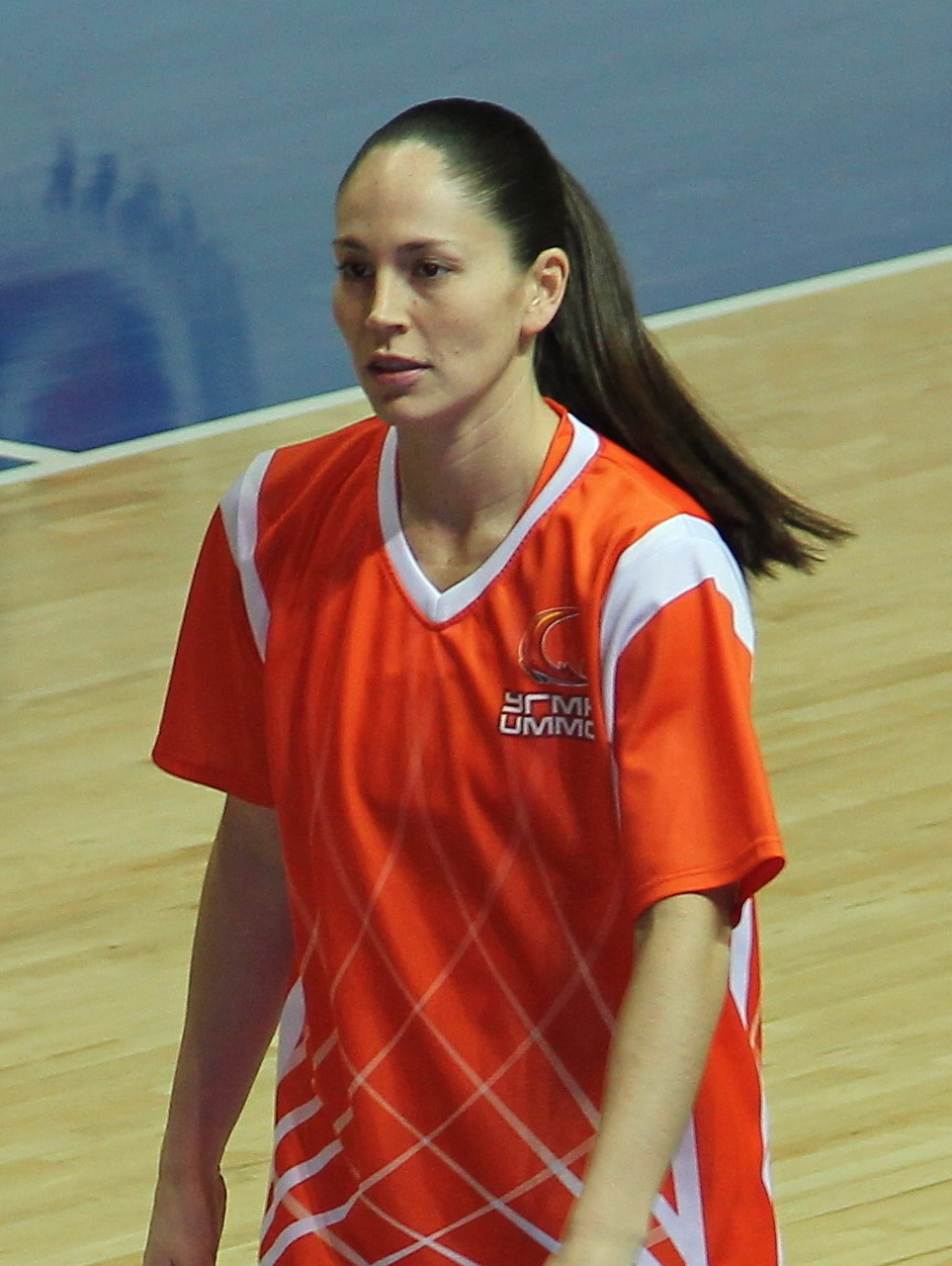
Сью Бёрд — лучшая в ВНБА по передачам за всю историю ассоциации

Данный список содержит 25 игроков, набравших наибольшее количество передач в играх регулярных сезонов Женской национальной баскетбольной ассоциации за карьеру.
В баскетболе «передача» — это один из важнейших и наиболее технически сложных элементов, ключевой элемент в игре разыгрывающего защитника. Умение правильно и точно передать мяч — основа чёткого и целенаправленного взаимодействия всех баскетболистов в игре. Результативная передача — это пас на игрока, впоследствии поразившего кольцо соперника, которая учитывается в финальном протоколе. Только одна баскетболистка на данный момент совершила более 3000 передач, 3 игрока преодолели отметку в 2500 ассистов и 5 человек имеют в своём активе больше 2000 передач.
Первым игроком, преодолевшим планку в 2000 передач, является Тиша Пенишейру, которая добилась этого результата в сезоне 2008 года, после чего завершила свою карьеру через четыре года с результатом в 2599 баллов. Спустя шесть лет, в сезоне 2014 года, это достижение повторила Сью Бёрд, которая завершила свою профессиональную карьеру по окончании сезона 2022 года, раздав в итоге 3234 передачи. Уже в следующем сезоне отметку в 2000 передач преодолела и Линдсей Уэйлен, которая повесила кроссовки на гвоздь после завершения сезона 2018 года, отдав в итоге 2345 ассистов. В сезоне 2021 года этот результат повторили два действующих игрока ассоциации, Кортни Вандерслут и Дайана Таурази, раздав в настоящее время 2849 и 2394 передачи соответственно.
Лидером же по среднему показателю за встречу в настоящий момент является Кортни Вандерслут, которая после завершения сезона 2021 года имеет в своём активе результат в 6,6 передачи в среднем за игру. На втором месте идёт Сабрина Ионеску, показатель которой в данное время составляет 6,0 ассиста в среднем за встречу. На третьем месте в этой номинации идёт Тиша Пенишейру, которая по итогам своих выступлений раздавала по 5,7 передачи в среднем за матч.
В данный список входят пять действующих баскетболисток, а самой результативной из них является Кортни Вандерслут, занимающая пока второе место.

## Легенда к списку
| Поз.    | З        | Ф       | Ц         | APG                        | Прим.      |
| Позиция | Защитник | Форвард | Центровая | Количество передач за игру | Примечания |

| ^ | Отмечены игроки, выступающие в ВНБА по сей день                                       |
| * | Избраны в Зал славы баскетбола                                                        |
|   | Недавно закончила карьеру, но пока не избрана в Зал славы                             |
|   | Завершила спортивную карьеру более 10 лет назад, но так и не была избрана в Зал славы |

## Список
По состоянию на 20 сентября 2024 года (на момент окончания сезона 2024 года, следующий сезон стартует в мае 2025 года)
| Место | Игрок              | Фото | Поз. | Год рождения | Клубы (годы) | Всего передач | Игр сыграно | Передач за игру | Зал славы | Прим.         |
| ----- | ------------------ | ---- | ---- | ------------ | --- | ------------- | ----------- | --------------- | --------- | ------------- |
| 1     | Сью Бёрд*          |      | З    | 1980         | Сиэтл Шторм (2002—2012, 2014—2018, 2020—2022) | 3234          | 580         | 5,6             |           | [ 4 ] [ 5 ]   |
| 2     | Кортни Вандерслут^ |      | З    | 1989         | Чикаго Скай (2011—2022) Нью-Йорк Либерти (2023—2024) Чикаго Скай (2025—н.в.)                                                                         | 2849          | 429         | 6,6             |           | [ 6 ] [ 7 ]   |
| 3     | Тиша Пенишейру     |      | З    | 1974         | Сакраменто Монархс (1998—2009) Лос-Анджелес Спаркс (2010—2011) Чикаго Скай (2012)                                                                    | 2599          | 454         | 5,7             |           | [ 8 ] [ 9 ]   |
| 4     | Дайана Таурази     |      | З/Ф  | 1982         | Финикс Меркури (2004—2014, 2016—2024) | 2394          | 565         | 4,2             |           | [ 10 ] [ 11 ] |
| 5     | Линдсей Уэйлен*    |      | З    | 1982         | Коннектикут Сан (2004—2009) Миннесота Линкс (2010—2018)                                                                                              | 2345          | 480         | 4,9             | 2022      | [ 12 ] [ 13 ] |
| 6     | Бекки Хэммон*      |      | З    | 1977         | Нью-Йорк Либерти (1999—2006) Сан-Антонио Старз (2007—2014)                                                                                           | 1708          | 450         | 3,8             | 2023      | [ 14 ] [ 15 ] |
| 7     | Кэндис Паркер      |      | Ф/Ц  | 1986         | Лос-Анджелес Спаркс (2008—2020) Чикаго Скай (2021—2022) Лас-Вегас Эйсес (2023)                                                                       | 1634          | 410         | 4,0             |           | [ 16 ] [ 17 ] |
| 8     | Челси Грей^        |      | З    | 1992         | Коннектикут Сан (2015) Лос-Анджелес Спаркс (2016—2020) Лас-Вегас Эйсес (2021—н.в.)                                                                   | 1631          | 325         | 5,0             |           | [ 18 ] [ 19 ] |
| 9     | Кэппи Пондекстер   |      | З    | 1983         | Финикс Меркури (2006—2009) Нью-Йорк Либерти (2010—2014) Чикаго Скай (2015—2017) Лос-Анджелес Спаркс (2018) Индиана Фивер (2018)                      | 1578          | 416         | 3,8             |           | [ 20 ] [ 21 ] |
| 10    | Наташа Клауд^      |      | З    | 1990         | Вашингтон Мистикс (2015—2019, 2021—2023) Финикс Меркури (2024) Нью-Йорк Либерти (2025—н.в.)                                                          | 1521          | 286         | 5,3             |           | [ 22 ] [ 23 ] |
| 11    | Скайлар Диггинс^   |      | З    | 1990         | Талса Шок (2013—2015) Даллас Уингз (2016—2018) Финикс Меркури (2020—2022) Сиэтл Шторм (2024—н.в.)                                                    | 1510          | 292         | 5,2             |           | [ 24 ] [ 25 ] |
| 12    | Тамика Кэтчингс*   |      | Ф    | 1979         | Индиана Фивер (2002—2016) | 1488          | 457         | 3,3             | 2020      | [ 26 ] [ 27 ] |
| 13    | Даниэлла Робинсон  |      | З    | 1989         | Сан-Антонио Старз (2011—2015) Финикс Меркури (2017) Миннесота Линкс (2018—2019) Лас-Вегас Эйсес (2020) Индиана Фивер (2021—2022) Атланта Дрим (2023) | 1479          | 359         | 4,1             |           | [ 28 ] [ 29 ] |
| 14    | Алисса Томас^      |      | Ф    | 1992         | Коннектикут Сан (2014—2024) Финикс Меркури (2025—н.в.)                                                                                               | 1462          | 320         | 4,6             |           | [ 30 ] [ 31 ] |
| 15    | Шэннон Джонсон     |      | З    | 1974         | Орландо Миракл (1999—2002) Коннектикут Сан (2003) Сан-Антонио Силвер Старз (2004—2006) Детройт Шок (2007) Хьюстон Кометс (2008) Сиэтл Шторм (2009)   | 1424          | 352         | 4,0             |           | [ 32 ] [ 33 ] |
| 16    | Таниша Райт        |      | З    | 1983         | Сиэтл Шторм (2005—2014) Нью-Йорк Либерти (2015—2016) Миннесота Линкс (2018) Нью-Йорк Либерти (2019)                                                  | 1422          | 457         | 3,1             |           | [ 34 ] [ 35 ] |
| 17    | Темика Джонсон     |      | З    | 1982         | Вашингтон Мистикс (2005) Лос-Анджелес Спаркс (2006—2008, 2015) Финикс Меркури (2009—2011) Талса Шок (2012) Сиэтл Шторм (2013—2014)                   | 1382          | 327         | 4,2             |           | [ 36 ] [ 37 ] |
| 18    | Жасмин Томас       |      | З    | 1989         | Вашингтон Мистикс (2011—2012) Атланта Дрим (2013—2014) Коннектикут Сан (2015—2022) Лос-Анджелес Спаркс (2023)                                        | 1356          | 390         | 3,5             |           | [ 38 ] [ 39 ] |
| 19    | Брианн Дженьюари   |      | З    | 1987         | Индиана Фивер (2009—2017) Финикс Меркури (2018—2019) Коннектикут Сан (2020—2021) Сиэтл Шторм (2022)                                                  | 1339          | 393         | 3,4             |           | [ 40 ] [ 41 ] |
| 20    | Тереза Уизерспун*  |      | З    | 1965         | Нью-Йорк Либерти (1997—2003) Лос-Анджелес Спаркс (2004)                                                                                              | 1338          | 254         | 5,3             | 2019      | [ 42 ] [ 43 ] |
| 21    | Дон Стэйли*        |      | З    | 1970         | Шарлотт Стинг (1999—2005) Хьюстон Кометс (2005—2006)                                                                                                 | 1337          | 263         | 5,1             | 2013      | [ 45 ] [ 46 ] |
| 22    | Кристи Толивер     |      | З    | 1987         | Чикаго Скай (2009) Лос-Анджелес Спаркс (2010—2016) Вашингтон Мистикс (2017—2019) Лос-Анджелес Спаркс (2021—2022) Вашингтон Мистикс (2023)            | 1300          | 380         | 3,4             |           | [ 47 ] [ 48 ] |
| 23    | Кэти Смит*         |      | З/Ф  | 1974         | Миннесота Линкс (1999—2005) Детройт Шок (2005—2009) Вашингтон Мистикс (2010) Сиэтл Шторм (2011—2012) Нью-Йорк Либерти (2013)                         | 1258          | 482         | 2,6             | 2018      | [ 49 ] [ 50 ] |
| 24    | Вики Джонсон       |      | З/Ф  | 1972         | Нью-Йорк Либерти (1997—2005) Сан-Антонио Силвер Старз (2006—2009)                                                                                    | 1205          | 410         | 2,9             |           | [ 51 ] [ 52 ] |
| 25    | Лейлани Митчелл    |      | З    | 1985         | Нью-Йорк Либерти (2008—2013) Финикс Меркури (2015, 2017—2019) Вашингтон Мистикс (2016, 2020—2021)                                                    | 1197          | 398         | 3,0             |           | [ 53 ] [ 54 ] |

## Комментарии
1. ↑  Игроки ВНБА включаются в Зал славы баскетбола не ранее, чем через 5 полных лет после окончания карьеры[2], а с 2016 года этот период был сокращён до четырёх лет[3].
2. ↑  Это список ВНБА, и в него не входят сезоны, проведённые игроками в других лигах, таких как АБЛ и прочие.
3. ↑  Количество сделанных передач в среднем за игру, округляется до десятых.